# Christchurch (Cambridgeshire)
Christchurch – wieś w Anglii, w hrabstwie Cambridgeshire, w dystrykcie Fenland. Leży 39 km na północ od miasta Cambridge i 118 km na północ od Londynu.